# Neil Gaiman
Neil Richard Gaiman (n. 10 noiembrie 1960, Portchester⁠(d), Anglia, Regatul Unit) este un autor britanic de povestiri și romane science fiction și fantasy, romane ilustrate, BD, teatru radiofonic și film. Printre lucrările sale de referință se găsesc seria BD The Sandman și romanele Pulbere de stele, Zei americani, Coraline și Cartea cimitirului. Scrierile lui Gaiman au câștigat numeroase premii, printre care Hugo, Nebula și Bram Stoker, precum și medalia Newbery în 2009 și medalia Carnegie în literatură în 2010. Este primul autor care a câștigat atât medalia Newbery cât și medalia Carnegie pentru aceeași lucrare. Entuziasmul în creștere al fanilor săi a făcut să fie numit un "star rock" al lumii literare .

## Tinerețea
Familia lui Gaiman se trage din evreii polonezi. Străbunicul său a emigrat din Antwerp înainte de 1914, iar bunicul său s-a stabilit în cele din urmă în Hampshire, Portsmouth, creând un lanț de băcănii.
Tată său, David Gaiman, a lucrat în același lanț de magazine; Mama sa, Sheila Gaiman (născută Goldman), a fost farmacistă. Are două surori mai mici, Claire și Lizzy și un frate mai tânăr, Roald. După ce a locuit o vreme în Portchester, Hampshire, un oraș din apropiere, unde în 1960 s-a născut Neil, familia Gaiman s-a mutat în 1965 în West Sussex, East Grinstead, unde a studiat dianetica la centrul scientologic al orașului. A rămas legată de iudaism, iar una dintre surorile lui Neil a declarat ulterior: "Era foarte derutant când oamenii mă întrebau, în copilărie, despre religia mea. Le răspundeam 'Sunt un evreu scientolog.'" Neil a afirmat că nu mai este scientolog.
Gaiman a început să citească de la vârsta de patru ani și a citit tot ce i-a căzut în mână. Spunea: "Eram un cititor. Iubeam cititul. Cititul îmi oferea plăcere. În școală, eram foarte bun la toate materiile nu pentru că aveam aptitudini speciale, ci pentru că în prima zi de școală ni se dădeau manualele, iar eu le citeam - ceea ce înseamnă că știam ce urma să se predea, deoarece eu deja citisem." Prima carte citită a fost Stăpânul inelelor de J.R.R. Tolkien, luată de la biblioteca școlii, dar cei de acolo aveau doar primele două volume ale trilogiei, pe care Gaiman le-a împrumutat ulterior de multe ori. Când a câștigat premiul școlii la limba engleză și la citit, a primit al treilea volum și o antologie de poezie englezească.
La a șaptea aniversare a primit seria Cronicile din Narnia de C. S. Lewis. Ulterior își amintea că "Am admirat folosirea propozițiilor pentru cititor puse între paranteze, unde îți vorbea direct... M-am gândit 'O, doamne, asta e tare! Când voi deveni scriitor, vreau să pun și eu lucruri între paranteze.' Îmi plăcea puterea pe care o dădea ceea ce puteai face între paranteze." Altă carte preferată din copilărie a fost Alice în Țara Minunilor de Lewis Carroll, pe care a numit-o "întotdeauna preferată. Alice era cartea de bază la citit, până am ajuns să o știu pe de rost." În copilărie i-au plăcut și BD-urile cu Batman. 
Gaiman și-a primit educația în diferite școli ale Bisericii Anglicane, incluzând Fonthill School (East Grinstead), Ardingly College (1970–74) și Whitgift School (Croydon) (1974–77). Poziția de oficial în PR al Bisericii Scientologice deținută de tatăl său a fost motivul pentru care băiatul de șapte ani nu a fost primit la școala de băieți, fiind obligat să continue la școala urmată anterior. A trăit multă vreme în East Grinstead, între 1965 și 1980 și, din nou, între 1984 și 1987. Și-a cunoscut viitoarea soție, Mary McGrath, în timp ce studia scientologia și locuia în casa din East Grinstead a tatălui său. Cuplul s-a căsătorit în 1985, după ce a avut primul copil, Michael.

## Jurnalism, primele scrieri și influențe literare
În copilărie și în adolescență Gaiman a citit operele lui C. S. Lewis, J. R. R. Tolkien, James Branch Cabell, Edgar Allan Poe, Michael Moorcock, Ursula K. Le Guin, Lord Dunsany și G. K. Chesterton. Ulterior s-a transformat într-un fan al science fiction-ului, citind operele unor autori cum ar fi Samuel R. Delany, Roger Zelazny, Robert A. Heinlein,  Harlan Ellison, H. P. Lovecraft, Thorne Smith și Gene Wolfe.
La începutul anilor '80, Gaiman a devenit jurnalist, realizând interviuri și recenzând cărți, pentru a cunoaște lumea și a-și face relații pe care spera să le poată folosi în viitor ca să publice. A scris și recenzat mult pentru British Fantasy Society. A publicat prima povestire profesionistă la vârsta de 23 de ani, un fantasy intitulat "Featherquest", în numărul din mai 1984 al Imagine Magazine.
În 1984 a scris prima sa carte, o biografie a formației Duran Duran, precum și o carte de citate, Ghastly Beyond Belief, împreună cu Kim Newman. Deși Gaiman s-a temut că a realizat un lucru slab, prima ediție a cărții s-a epuizat repede. Când a mers să își renegocieze contractul pentru drepturile de autor, a descoperit că editorul dăduse faliment., dar i s-a oferit o slujbă de către revista Penthouse. Pe de o parte, era un venit sigur pentru a-și întreține soția și cei doi copii. Pe de altă parte, era o revistă pentru adulți, ceea ce l-a determinat să decline oferta.
A realizat interviuri și articole pentru multe reviste britanice, incluzând Knave. Scriind "prea multe articole" pentru diferite reviste, unele dintre ele concurente, a folosit uneori pseudonime: Gerry Musgrave, Richard Grey, "împreună cu o serie de nume de casă". Gaiman și-a încheiat cariera jurnalistică în 1987, deoarece revistele britanice puteau "inventa orice doreau, prezentându-l ca pe un fapt real."
Către sfârșitul anilor 1980 a scris Don't Panic: The Official Hitchhiker's Guide to the Galaxy Companion, într-un stil pe care îl numește "umor clasic englezesc". În continuare, a scris preludiul a ceea ce va deveni, ulterior, colaborarea sa cu Terry Pratchett la romanul umoristic Semne bune, despre iminența apocalipsei.

## BD și romane ilustrate
După ce s-a împrietenit cu scriitorul englez de BD Alan Moore, Gaiman a început să scrie BD-uri, preluând Marvelman după ce  Moore a renunțat la serie. Gaiman și artistul Mark Buckingham au colaborat la câteva numere ale seriei înainte ca editorul, Eclipse Comics, să dea faliment, lăsând seria neterminată. Primele BD-uri publicate au fost Future Shocks pentru 2000 AD în 1986–7. A scris trei romane ilustrate împreună cu colaboratorul său preferat, prietenul de-o viață Dave McKean: Violent Cases, Signal to Noise și The Tragical Comedy or Comical Tragedy of Mr. Punch. Impresionat de munca sa, DC Comics l-a angajat să scrie seria limitată Black Orchid. Karen Berger, șeful diviziei Vertigo de la DC Comics, a citit Black Orchid și i-a oferit lui Gaiman o slujbă: să rescrie un personaj vechi, Sandman, creionându-l cum credea de cuviință. 
Gaiman a scris numeroase BD-uri pentru diferiți editori. The Sandman, seria care i-a adus numeroase premii, narează povestea lui Morpheus, personificarea antropomorfică a lui Dream. Seria a început în decembrie 1988 și a luat sfârșit în martie 1996: cele 75 de numere ale seriei clasice, împreună cu un text ilustrat și un bonus conținând șapte povestiri au fost antologate în 12 volume.
În 1989 Gaiman a publicat The Books of Magic (antologată în 1991), o mini-serie în patru părți care oferă un tur al părților mitice și magice din universul DC, prin intermediul unei narațiuni despre un adolescent englez care descoperă că e destinat să fie cel mai mare vrăjitor al lumii. Mini-seria a devenit foarte populară, fiind continuată de John Ney Rieber.
La mijlocul anilor '90 a creat o serie de noi personaje și un cadru folosite într-o lucrare publicată de Tekno Comix. Pe atunci conceptul era amestecat și separat între trei povestiri diferite, care se desfășurau în același univers:  Lady Justice, Mr. Hero the Newmatic Man și Teknophage. Au apărut ulterior în Phage: Shadow Death și Wheel of Worlds. Deși numele lui Gaiman este menționat pe toate aparițiile, el nu a fost implicat în scrierea niciuneia dintre aceste cărți (deși a ajutat la creionarea acțiunii numărului zero din Wheel of Worlds).
Gaiman a scris o poveste semi-autobiografică despre fascinația unui băiat pentru antieroul Elric of Melniboné, creat de Michael Moorcock pentru antologia lui Ed Kramer Tales of the White Wolf. În 1996, Gaiman și Ed Kramer au editat împreună The Sandman: Book of Dreams. Nominalizată la premiul British Fantasy, antologia originală cuprindea povestiri și contribuții ale lui Tori Amos, Clive Barker, Gene Wolfe, Tad Williams și alții.
Întrebat de ce preferă BD-ul altor forme de relatare a unei povești, Gaiman a spus “Una dintre bucuriile BD-ului a fost mereu aceea că este, din multe puncte de vedere, un teritoriu virgin. Când lucram la Sandman, am simțit de multe ori că luam în mână o macetă și îmi croiam drum prin junglă. Am ajuns să scriu în locuri și să fac lucruri pe care nimeni nu le-a mai făcut înainte. Când scriu romane, sunt dureros de conștient că lucrez într-un mediu în care oamenii scriu de trei-patru sute de ani lucruri atât de sclipitoare, încât rămâi cu gura căscată. Știi, poți merge înapoi. Avem lucruri ca Măgarul de aur. Și îți spui, păi, nu știu dacă scrierile mele sunt la fel de bune ca aceea și ea are două sute cincizeci de ani. Dar la BD-uri simt că pot face lucruri pe care nu le-a mai făcut nimeni. Pot face lucruri la care nu s-a gândit nimeni. Și am putut, ceea ce a fost foarte distractiv.”
În 2009, Gaiman a scris o poveste Batman în două părți pentru DC Comics, ca o continuare la Batman R.I.P.. Este intitulată "Whatever Happened to the Caped Crusader?" un joc de cuvinte inspirat de povestirea lui Superman "Whatever Happened to the Man of Tomorrow?" de Alan Moore. A contribuit și la Wednesday Comics (o serie săptămânală în formatul unui ziar) cu o povestire de douăsprezece pagini, Metamorpho, desenată de Mike Allred.

## Romane
Gaiman a publicat primul său roman, Semne bune, în 1990. Acesta este scris în colaborare cu Terry Pratchett, cunoscut pentru seria sa de romane intitulată Lumea Disc. De curând, Pratchett a afirmat că, deși a fost un efort comun și majoritatea ideilor le aparțin amândurora, el a scris și editat cea mai mare parte a cărții, datorită programului încărcat pe care îl avea Gaiman din cauza lucrurlui la Sandman.
Transpunerea în volum din 1996 a scenariului realizat de Gaiman pentru mini-seria Neverwhere de la BBC a fost primul roman scris singur. Lansat simultan cu serialul TV, prezintă unele diferențe față de acesta. În 1999 s-a lansat romanul lui fantasy Pulbere de stele, atât în forma unei cărți clasice, cât și a unei cărți ilustrate.
Zei americani a devenit unul dintre cele mai bine vândute romane ale lui Gaiman, câștigând multe premii după publicarea sa, în 2001.
În 2005 s-a lansat în întreaga lume romanul Anansi boys, care povestește despre Anansi ('dl. Nancy'), un personaj secundar din Zei americani. Mai precis, urmărește relația celor doi fii ai săi, unul semi-divin, iar celălalt un englez de origine americană, care explorează moștenirea lor comună. A intrat direct pe locul întâi pe lista de bestsellere din The New York Times.
La sfârșitul anului 2008, Gaiman a lansat o nouă carte de copii, Cartea cimitirului, care urmărește aventurile unui băiat numit Bod, după ce familia sa a fost ucisă, iar el a ajuns să crească într-un cimitir. Cartea a fost puternic influențată de opera lui Rudyard Kipling Cartea junglei. La sfârșitul lunii ianuarie 2009 se afla pe lista de bestsellere pentru copii a New York Times de cincisprezece săptămâni.

## Filme și scenarii
Gaiman a scris în 1996 seria de dark fantasy Neverwhere pentru BBC și a colaborat cu vechiul său prieten Dave McKean pentru scenariul filmului MirrorMask, regizat de acesta din urmă. În plus, a scris scenariul pentru adaptarea englezească a filmului animat Princess Mononoke, bazat pe o traducere a scenariului japonez.
Împreună cu Roger Avary a scris scenariul pentru filmul lui Robert Zemeckis Beowulf, colaborare care s-a dovedit productivă pentru amândoi. Gaiman și-a exprimat interesul de a colabora la o adaptare cinematografică a Epopeii lui Ghilgameș. și a fost singurul autor, în afara lui J. Michael Straczynski, care a scris un scenariu pentru Babylon 5 în ultimele trei sezoane, contribuind la episodul "Day of the Dead" din seria a cincea.
Gaiman a scris cel puțin trei ciorne de scenariu pentru adaptarea romanului lui Nicholson Baker The Fermata pentru regizorul Robert Zemeckis, deși proiectul a fost blocat în timpul filmărilor făcute de Zemeckis pentru The Polar Express și Beowulf.
Multora dintre lucrările lui Gaiman le-au fost cumpărate opțiunile de ecranizare, Pulbere de stele având premiera în luna august a anului 2007, cu Robert De Niro, Michelle Pfeiffer și Claire Danes în rolurile principale, regia fiind semnată de Matthew Vaughn. O versiune de film cu stop-cadru după Coraline a fost lansată pe 6 februarie 2009, cu Henry Selick regizor și Dakota Fanning și Teri Hatcher ca voci ale personajelor principale.
În 2007, Gaiman a anunțat că, după zece ani în care a lucrat la Death and Me din  Death: The High Cost of Living, acesta va fi lansat în producție de Warner Independent, el semnând atât scenariul cât și regia, producători fiind Don Murphy și Susan Montford, iar Guillermo del Toro producătorul executiv.
Ear Theatre a realizat două piese de teatru audio scrise de Gaiman, "Snow, Glass, Apples" ("Albă-ca-Zăpada și cei șapte pitici" repovestită de Gaiman) și "Murder Mysteries" (o poveste despre Raiul dinaintea Căderii în care se comite prima fărădelege). Ambele versiuni audio au fost publicate în antologia Smoke and Mirrors în 1998.
Cartea lansată de Gaiman în 2009, Cartea cimitirului, câștigătoare a medaliei Newberry, va fi ecranizată în regia lui Neil Jordan. Gaiman a confirmat că scrie un episod pentru longeviva serie science fiction Doctor Who, care va fi lansat în 2011 în timpul celei de-a doua serii în care Doctorul este interpretat de actorul Matt Smith.
Filmările la acest episod vor începe în august 2010, titlul original fiind "The House of Nothing".

## Viața personală

### Casa și familia
Gaiman trăiește în apropiere de Minneapolis, Minnesota, S.U.A., in într-o "casă tip familia Addams". S-a mutat acolo în 1992 și se află în apropierea familiei McGrath.  E divorțat și are trei copii cu Mary McGrath: Michael, Holly și Madeleine..
În iunie 2009, în timpul întrebărilor și răspunsurilor de la un eveniment de colectare de fonduri pentru SIDA la care participau împreună, compozitoarea și cântăreața Amanda Palmer și Gaiman au recunoscut că sunt împreună.
În 1 ianuarie 2010, Amanda Palmer a declarat pe Twitter că "s-ar putea să îi fi spus [lui Neil Gaiman] că m-aș mărita cu el, dar s-ar putea să fi fost băută.", lăsând fanii să se întrebe dacă se pregăteau de căsătorie. Pe 25 ianuarie 2010, Gaiman și Palmer au anunțat logodna lor pe site-urile personale.

### Prietenia cu Tori Amos
Una dintre prieteniile cele mai mediatizate ale lui Gaiman este cu Tori Amos, cântăreață și fan Sandman care a devenit prietena lui după ce a făcut referire la "Neil and the Dream King" pe caseta ei demo din 1991 și pe care el a inclus-o în Stardust ca personaj (un copac vorbitor). Amos l-a pomenit pe Gaiman în cântecele ei, "Tear in Your Hand" ("If you need me, me and Neil'll be hangin' out with the dream king. Neil says hi by the way" - "Dacă ai nevoie de mine, eu și cu Neil suntem împreună cu regele viselor. Apropo, Neil te salută"), "Space Dog" ("Where's Neil when you need him?" - "Unde e Neil când ai nevoie de el?"), "Horses" ("But will you find me if Neil makes me a tree?" - "Dar mă vei găsi dacă Neil mă va transforma într-un copac?"), "Carbon" ("Get me Neil on the line, no I can't hold. Have him read, 'Snow, Glass, Apples' where nothing is what it seems" - "Fă-mi-l pe Neil la telefon, nu, nu pot aștepta. Pune-l să citească 'Snow, Glass, Aples' în care nimic nu e ce pare a fi"),, "Sweet Dreams" ("You're forgetting to fly, darling, when you sleep" - "Uiți să zbori, dragă, atunci când dormi"), și "Not Dying Today" ("Neil is thrilled he can claim he's mammalian, 'but the bad news,' he said, 'girl you're a dandelion'" - "Neil e încântat că poate să se considere mamifer, 'dar vestea cea rea este', spune el, 'că, tu, fato, ești o păpădie'"). Tot el a scris și povestiri pentru cartea din turneul Boys for Pele și Scarlet's Walk, o scrisoare pentru cartea din turneul American Doll Posse și povestea din spatele fiecărei fete de pe albumul ei Strange Little Girls. Amos a redactat introducerea la romanul lui Death: the High Cost of Living și a pozat pe copertă. A scris și un cântec intitulat "Sister Named Desire", bazat oe personajul Sandman, care a fost inclus în antologia Where's Neil When You Need Him?.
Gaiman este nașul fetei lui Tori Amos Tash, și a scris o poezie intitulată "Blueberry Girl" pentru Tori și Tash. Poezia a fost transformată într-o carte de către desenatorul Charles Vess. Pe 5 octombrie 2008, Gaiman a citit poezia în fața audienței adunate în Palo Alto, cu ocazia turneului de promovare a Cărții cimitirului. A fost publicată în martie 2009 cu titlul Blueberry Girl.
S. Alexander Reed a scris despre legăturile intertextuale dintre lucrările lui Gaiman și Amos. Reed a citit cu atenție câteva dintre aluziile făcute de Gaiman la adresa lui Amos, comentând că referirile la ea apar pe măsură ce narațiunea se dezvoltă și își lărgește orizontul, iar Amos servește la ruperea curgerii liniare a narațiunii. El interpretează aceste ruperi prin prisma teoriei oglinzii emise de psihanalistul Jacques Lacan, argumentând că interreferențialitatea reciprocă servește pentru a crea o viziune ideală a cititorului-ca-fan pe care cititorul real o înâlnește și o interpretează greșit ca fiind a lui, desemnându-l în rolul fanului devotat (și plătitor). Eseul conține o listă a referințelor cunoscute din operele lui Gaiman și Amos.

## Premii
- Filmul MirrorMask a fost nominalizat pentru premiul William Shatner Golden Groundhog la categoria "Cel mai bun film underground".[112]
- Gaiman a primit premiul World Fantasy pentru ficțiune în 1991 pentru numărul din Sandman "A Midsummer Night's Dream".
- A câștigat premiul Comics Buyer's Guide pentru "Scriitorul preferat al anilor 1991–1993” și a primit nominalizări între 1997–2000. The Sandman a fost premiată pentru "Povestea BD preferată" în 1991 și 1994.
- Gaiman a primit premiul Comic Book Legal Defense Fund Defender of Liberty în 1997.[113]
- Semne bune a fost nominalizat la premiul Locus și premiul World Fantasy în 1991[114]
- Pulbere de stele a fost nominalizat pentru premiul Locus la "Cel mai bun roman fantasy" în  1999,[115] iar versiunea ilustrată a câștigat premiul Mythopoeic Fantasy pentru literatură de adulți în același an.[116]
- În 2000, The Sandman: The Dream Hunters a fost nominalizat la premiul Hugo pentru "Cea mai bună carte înrudită"[117] și a câștigat premiul Bram Stoker pentru "Cea mai bună narațiune ilustrată".[118]
- Zei americani a câștigat premiul Hugo pentru "Cel mai bun roman" în 2002,[119]premiul Nebula pentru "Cel mai bun roman" în 2002,[119] premiul Locus pentru "Cel mai bun roman fantasy" în 2002[120] și premiul Bram Stoker pentru "Cel mai bun roman" în 2001. Se numără printre cele mai apreciate romane de ficțiune din istoria modernă.
- Coraline a câștigat premiul Hugo pentru "Cea mai bună nuvelă" în 2003, premiul Nebula pentru "Cea mai bună nuvelă" în 2003, premiul Locus pentru "Cea mai bună carte pentru tineri" în 2003[121] și premiul Bram Stoker pentru "Cea mai bună lucrare pentru cititorii tineri" în 2003.[122]
- În 2004, povestirea A Study in Emerald a câștigat un Hugo (într-o ceremonie prezidată de autor, care s-a oferit voluntar pentru post înainte ca povestirea sa să fie nominalizată). De asemenea, în 2004, The Sandman: Endless Nights a câștigat premiul Bram Stoker pentru "Cea mai bună narațiune ilustrată", iar The Sandman: Season of Mists premiul pentru scenariu la festivalul internațional BD Angoulême.
- În 2005, Marvel 1602 a câștigat premiul Quill pentru roman ilustrat.[123]
- Anansi boys i-a adus al doilea premiu Mythopoeic pentru "Literatură pentru adulți" în 2006, ca și premiile British și Locus Fantasy pentru "Cel mai bun roman".[124] Cartea a fost nominalizată și la premiul Hugo, dar Gaiman a cerut să fie scoasă de pe listă pentru a oferi o șansă și celorlalți scriitori, mai ales că era mai mult fantasy decât science fiction.[125]
- Gaiman a primit 19 premii Eisner pentru BD-uri.
- De la fanii BD de pe rec.arts.comics* newsgroups, Gaiman a primit premiul Squiddy pentru "Cel mai bun scriitor" cinci ani la rând, din 1990 până în 1994. A fost declarat "Cel mai bun scriitor al anilo '90" la premiul Squiddy Awards al deceniului.[necesită citare]
- În 2007 a prmit premiul umanitar Bob Clampett.[126]
- În 2007, Gaiman a primit premiul Comic-Con Icon la premiile Scream.
- În ianuarie 2009, Cartea cimitirului a câștigat medalia Newbery.[127] În mai, versiunea audio a câștigat un premiu nla secțiunea de copii 8-12 și la cea de "Cartea audio a anului".[128] În iunie 2009 a fost pus pe lista pentru "Cel mai bun roman" la premiile British Fantasy.[129] I s-a decernat premiul Hugo pentru "Cel mai bun roman"pe 9 august la a 67 ediție a Convenției Mondiale de Science Fiction Worldcon 2009]] în Montreal, unde a fost și invitat de onoare.[130][131] Pe 18 noiembrie 2009, Cartea cimitirului a primit premiul Booktrust Teenage.
- În aprilie 2010, Gaiman a fost ales Honorary Chair of National Library Week de către American Library Association.[132]
- În iunie 2010 Gaiman a fost recompensat cu medalia Carnegie pentru literatură pentru romanul, Cartea cimitirului.[133][134]
- Povestirea An Invocation of Incuriosity, publicată în Songs of the Dying Earth a câștigat în 2010 premiul Locus pentru "Cea mai bună povestire".[135]